# Heinrich Joseph Dominicus Denzinger
Heinrich Joseph Dominicus Denzinger (Liegi, 10 ottobre 1819 – Würzburg, 19 giugno 1883) è stato un presbitero e teologo tedesco.
È stato uno dei massimi teologi cattolici, fu l'autore dell'Enchiridion symbolorum, definitionum et declarationum de rebus fidei et morum (Manuale dei simboli, delle definizioni e delle dichiarazioni sulla fede ed i costumi) comunemente conosciuto come "Denzinger-Schönmetzer". 

## Biografia
Nacque il 10 ottobre 1819 a Liegi. Nel 1831 suo padre, che era professore all'Università di Liegi, lo portò a Würzburg, luogo d'origine della famiglia. Qui frequentò il ginnasio e studiò filosofia all'università, dove conseguì il dottorato. Nel 1838 entrò nel seminario di Würzburg, e successivamente entrò nel Collegio Germanico a Roma nel 1841, fu ordinato sacerdote nel 1844, e l'anno seguente conseguì la laurea in teologia.
Al suo ritorno a casa egli fu dapprima curato ad Hassfurt am Main, diventò professore straordinario di teologia dogmatica a Würzburg nel 1848, e professore ordinario nel 1854. Continuò ad occupare tale posizione, a dispetto della malattia, fino alla morte. Denzinger fu uno dei pionieri della teologia positiva e della dogmatica storica (Dogmengeschichte) nella Germania Cattolica. Nella generazione dopo Johann Adam Möhler e Johann Joseph Ignaz von Döllinger, portò avanti il loro metodo e aiutò a fondare quello che fu il carattere speciale della scuola Tedesca, esatta investigazione dello sviluppo storico della teologia, piuttosto che speculazione filosofica in merito ai corollari del dogma. 
Morì il 19 giugno 1883 a Würzburg.

## L'Enchiridion Symbolorum et Definitionum
Pressoché tutti i suoi lavori importanti sono nel filone della teologia storica. Il più conosciuto e utilizzato è il suo Enchiridion Symbolorum et Definitionum (prima ed., Würzburg, 1854), una guida contenente la collezione dei principali decreti e definizioni dei concili, la lista delle proposizioni condannate, ecc., iniziando dalle più vecchie forme del Credo Apostolico, normalmente noto come Simbolo degli Apostoli. La prima edizione conteneva 128 documenti, la sesta edizione, l'ultima edita da Denzinger stesso, ne conteneva 202.
Dopo la sua morte, l'Ignatius Stahl continuò il lavoro di riedizione dell'Enchiridion con ulteriori decreti di Leone XIII. Clemens Bannwart preparò una edizione rivista e aggiornata (10ª ed., Friburgo) nel 1908.
Da allora, l'Enchiridion è stato ripetutamente ripubblicato, con considerevoli aggiunte da differenti editori. Come risultato, la numerazione nelle edizioni più recenti non corrisponde in alcun modo con quelle originali. La numerazione che gli studenti negli ultimi decenni (dal 1963) hanno citato normalmente nelle loro note d'autore è quella introdotta dall'edizione curata da Adolf Schönmetzer. Questa introduce l'abbreviazione "DS" (per "Denzinger-Schönmetzer") usata per specificare la sua numerazione, molto diversa da quella delle prime edizioni.

## XX e XXI secolo
Le ultime edizioni hanno aggiunto dichiarazioni dottrinali della seconda metà del ventesimo secolo, inclusi gli insegnamenti del Concilio Vaticano II e dei papi recenti.
Gli ultimi inserimenti non sono per niente definizioni conciliari o papali ex cathedra, ma sono considerate di elevata autorevolezza per la conoscenza degli insegnamenti della Chiesa cattolica.
Il Concilio Vaticano II definì i propri documenti come parte del Magistero ordinario della Chiesa Cattolica, ma privi di nuovi dogmi. Di conseguenza, anche i contenuti dell'opera relativi al XX secolo sono per la prima volta privi di canoni conciliari o di definizioni dogmatiche. 
Una simile situazione di assenza di nuovi contenuti dogmatici si ripropone anche nel XXI secolo. A seguito dei Dubia sollevati da alcuni cardinali rispetto all'enciclica Amoris laetitia di papa Francesco I, per la prima volta è venuto a determinarsi un formale dissenso fra il Sommo Pontefice e i vescovi della Chiesa Cattolica. Secondo la teologia cattolica, l'infallibilità è un dono dello Spirito Santo Dio che nei secoli scorsi ha portato alla nascita di canoni e dogmi dettati sia dal Sommo Pontefice singolarmente che dai vescovi conciliari in comunione col Sommo Pontefice. 
In altre parole, la definizione dogmatica può essere proclamata sia dal papa singolarmente che dall'unanimità dei vescovi di un concilio ecumenico, indetto per discutere questioni di natura dogmatica.
I Dubia prospettano il permanere della medesima situazione di assenza di nuovi contenuti dogmatici, fino all'eventuale ricomposizione della frattura fra i loro promotori apostolici e il papa.

Difatti, la mancata ricomposizione dei dissensi ad unità si è tradotta storicamente in scismi, eresie e apostasie, definiti come tali dai concili ecumenici stessi. Per tale ragione, un dissenso formale rende improbabile l'eventualità di un concilio ecumenico su temi di fede e morale, potenzialmente oggetto di nuovo contenuti dogmatici, poiché porrebbe il problema teologico -ad oggi irrisolto- circa l'applicabilità del dogma dell'infallibilità pontificia, come definito da Pio IX, in presenza di una "comunione imperfetta" fra il Santo Padre e il Santo Sinodo dei vescovi conciliari, una comunione che non riuscirebbe a conseguire l'unanimità dei consensi necessaria e tradizionalmente richiesta.